# Ilomska
Die Ilomska (serbisch-kyrillisch Иломска) ist der größte rechte Nebenfluss des Ugar im zentralen Teil von Bosnien und Herzegowina. Sie entspringt am Nordhang des kargen, bis 1943 m hohen Vlašić-Gebirges nördlich von Travnik und mündet bei Vitovlje in den Ugar.
Die Quelle der Ilomska liegt in 1530 m Höhe. Sie fließt zwischen den Bergen Žežnička Greda (Höhe 1.477 m) und Javorak (1.499 m) und hat einen geschwungenen Verlauf um die Lišina (1.494 m) und die Runjavica (1.316 m) herum, wo sie durch Nadelwälder und gemischte Buchenwälder fließt.
Die größten rechten Zuflüsse der Ilomska sind der Manatovac, Mala Ilomska und Devetero vrela sowie links der Crna rijeka.